# William M. Richardson

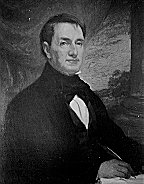
William M. Richardson

William Merchant Richardson (* 4. Januar 1774 in Pelham, Hillsborough County, New Hampshire Colony; † 15. März 1838 in Chester, New Hampshire) war ein US-amerikanischer Jurist und Politiker. Zwischen 1811 und 1814 vertrat er den Bundesstaat Massachusetts im US-Repräsentantenhaus.

## Werdegang
William Richardson besuchte bis 1797 die Harvard University. Nach einem anschließenden Jurastudium und seiner 1804 erfolgten Zulassung als Rechtsanwalt begann er in Groton (Massachusetts) in diesem Beruf zu arbeiten. Gleichzeitig schlug er als Mitglied der Demokratisch-Republikanischen Partei eine politische Laufbahn ein. Nach dem Rücktritt des Abgeordneten Joseph Bradley Varnum wurde Richardson bei der fälligen Nachwahl für den vierten Sitz von Massachusetts als dessen Nachfolger in das US-Repräsentantenhaus in Washington, D.C. gewählt, wo er am 4. November 1811 sein neues Mandat antrat. Nach einer Wiederwahl konnte er bis zu seinem Rücktritt am 18. April 1814 im Kongress verbleiben. In diese Zeit fiel der Britisch-Amerikanische Krieg von 1812.
Noch im Jahr 1814 zog Richardson nach Portsmouth in New Hampshire, wo er Bundesstaatsanwalt wurde. Ab 1816 war er Vorsitzender Richter des New Hampshire Supreme Court. Dieses Amt bekleidete er bis zu seinem Tod am 15. März 1838 in Chester. Sein Neffe William Adams Richardson (1821–1896) wurde ebenfalls Politiker und war von 1873 bis 1874 US-Finanzminister.